# 大苞水竹叶
大苞水竹叶（学名：Murdannia bracteata），也叫痰火草、大苞水竹草，为水竹叶属的植物。分布于泰国、中南半岛以及中国大陆的广东、广西、海南、云南等地，生长于海拔530米至850米的地区，多生长在山谷溪边、山谷水边及沙地上，目前尚未由人工引种栽培。